# ۲۰ مارس
۲۰ مارس هفتاد و نهمین (در سال‌های کبیسه هشتادمین) روز سال در گاه‌شماری میلادی است. ۲۸۶ روز تا پایان سال باقی‌است.

## زادروزها
- ۱۹۴۴ – آکیرا کوداما، بازیکن بسکتبال اهل ژاپن
- ۲۰۰۰ -‌ هوانگ هیونجین، عضو گروه استری‌کیدز

## درگذشت‌ها
- ۲۰۲۴ – فرامرز اصلانی، خواننده و آهنگساز ایرانی.

## مناسبت‌ها
- روز جهانی زبان فرانسوی[نیازمند منبع]
- روز جهانی شادی[نیازمند منبع]